# Quartieri Spagnoli
Quartieri Spagnoli ((tal.) španjolske četvrti) je dio grada Napulja u Italiji. Ovdje se napolitansko-kalabrijski jezik koristi više nego igdje drugdje. Područje, koje obuhvaća oko 0,8 km2, sastoji se od mreže od oko osamnaest puta dvanaest ulica, a ima populaciju od oko 14.000 stanovnika.
Quartieri su stvoreni u 16. stoljeću za smještaj španjolskih garnizona, otuda i naziv, čija je uloga bila gušenje pobuna napuljskog stanovništva.
Među povijesnim crkvama u okrugu su:
- Crkva Immacolata Concezione e Purificazione di Maria de' nobili u Montecalvariu
- Crkva San Carlo alle Mortelle
- Crkva San Mattia
- Crkva Santa Maria della Concezione a Montecalvario
- Crkva Santa Maria della Lettera
- Crkva Santa Maria della Mercede a Montecalvario
- Crkva Santa Maria Francesca delle Cinque Piaghe
- Crkva Sant'Anna di Palazzo
- Crkva Santa Maria del Rosario a Portamedina
- Crkva Santa Maria della Concordia
- Crkva Santa Maria delle Grazie u Toledu
- Samostan i crkva Santa Maria dello Splendore
- Crkva Santa Maria Ognibene
- Crkva Santa Teresella degli Spagnoli
- Crkva Trinità dei Pellegrini
- Crkva Santissima Trinità degli Spagnoli

## Vanjske poveznice
|  | Zajednički poslužitelj ima još gradiva o temi Quartieri Spagnoli |